# Washington Redskins 2011
La stagione 2011 dei Washington Redskins è stata la 80ª della franchigia nella National Football League e la 74ª a Washington. La squadra peggiorò il record di 6-10 della stagione precedente scendendo a 5-11 ma riuscì a battere in entrambe le occasioni i New York Giants futuri vincitori del Super Bowl.

## Roster
| Roster dei Washington Redskins nel 2011 |
| --- |
| Quarterback - 3 John Beck - 8 Rex Grossman Running Back - 29 Roy Helu - 35 Evan Royster - 45 Mike Sellers FB - 46 Ryan Torain - 36 Darrel Young FB Wide Receiver - 88 David Anderson - 13 Anthony Armstrong - 18 Terrence Austin - 16 Brandon Banks RS - 10 Jabar Gaffney - 89 Santana Moss - 84 Niles Paul - 19 Donté Stallworth - 11 Aldrick Robinson Tight End - 87 Rob Myers - 82 Logan Paulsen - 80 Richard Quinn Offensive Linemen - 77 Jammal Brown T - 66 Chris Chester G - 58 Erik Cook C - 79 Maurice Hurt G/T - 75 Sean Locklear T/G - 63 Will Montgomery C/G - 74 Tyler Polumbus T - 69 Willie Smith T Defensive Linemen - 93 Kentwan Balmer DE - 72 Stephen Bowen DE - 94 Adam Carriker DE - 96 Barry Cofield NT - 95 Chris Neild NT - 76 Darrion Scott DE - 90 Doug Worthington NT/DE Linebacker - 97 Lorenzo Alexander ILB/OLB - 59 London Fletcher ILB - 51 Keyaron Fox ILB - 50 Rob Jackson OLB - 91 Ryan Kerrigan OLB - 52 Rocky McIntosh ILB - 98 Brian Orakpo OLB - 56 Perry Riley ILB - 55 Markus White OLB Defensive Back - 20 Oshiomogho Atogwe FS - 22 Kevin Barnes CB - 37 Reed Doughty FS - 24 DeJon Gomes SS - 23 DeAngelo Hall CB - 32 Brandyn Thompson CB - 34 Byron Westbrook CB - 26 Josh Wilson CB Special Team - 4 Graham Gano K - 6 Sav Rocca P - 57 Nick Sundberg LS Lista delle riserve - 92 Chris Baker NT (IR) - 31 Phillip Buchanon CB (IR) - 47 Chris Cooley TE (IR) - 83 Fred Davis TE (Sospeso) - 64 Kedric Golston DE (IR) - 85 Leonard Hankerson WR (IR) - 25 Tim Hightower RB (IR) - 99 Jarvis Jenkins DE (IR) - 30 LaRon Landry SS (IR) - 78 Kory Lichtensteiger G/C (IR) - 71 Trent Williams OT (Sospeso) Squadra di allenamento - 40 Travon Bellamy SS - 3 Jonathan Crompton QB - 38 Tristan Davis RB - 39 Michael Hamlin FS - 41 Stafon Johnson RB - 73 Eric Olsen C/G - 86 Schuylar Oordt TE - 70 Cole Pemberton OT |
| Legenda - I rookie sono in corsivo. - Il primo ruolo è il principale mentre gli eventuali successivi indicano i ruoli secondari. - (IR) sta per Injured Reserve ed indica la lista ristretta per un solo giocatore infortunato che può tornare ad allenarsi dopo la settimana 6 e a rientrare in prima squadra dopo che questa ha giocato 8 partite. - (NF-Inj.) / (NF-Ill.) stanno rispettivamente per Non-Football Injured e Non-Football Illness ed indicano le liste dove viene inserito un giocatore che ha un infortunio o una malattia non dipendente dal football americano. - (PUP) sta per Physically Unable to Perform ed indica la lista dove viene inserito un giocatore mentre è in attesa di recuperare la condizione fisica. Nella stagione regolare dopo la sesta partita giocata dalla propria squadra, il giocatore ha tempo tre settimane per riprendere ad allenarsi, più tre settimane aggiuntive dal suo rientro agli allenamenti per rientrare in prima squadra. |

## Calendario
| Stagione regolare |                    |                    |                        |                    |                    |                         |                    |                    |
| Turno             | Data               | Ora                | Avversario             | Risultati          | Risultati          | Stadio                  | TV                 | Sintesi            |
| Turno             | Data               | Ora                | Avversario             | Punteggio          | Record             | Stadio                  | TV                 | Sintesi            |
| 1                 | 11 settembre       | 4:15 p.m. EDT      | New York Giants        | V 28–14            | 1–0                | FedExField              | Fox                | Recap              |
| 2                 | 18 settembre       | 1:00 p.m. EDT      | Arizona Cardinals      | V 22–21            | 2–0                | FedExField              | Fox                | Recap              |
| 3                 | 26 settembre       | 8:30 p.m. EDT      | at Dallas Cowboys      | S 16–18            | 2–1                | Cowboys Stadium         | ESPN               | Recap              |
| 4                 | 2 ottobre          | 1:00 p.m. EDT      | at St. Louis Rams      | V 17–10            | 3–1                | Edward Jones Dome       | Fox                | Recap              |
| 5                 | Settimana di pausa | Settimana di pausa | Settimana di pausa     | Settimana di pausa | Settimana di pausa | Settimana di pausa      | Settimana di pausa | Settimana di pausa |
| 6                 | 16 ottobre         | 1:00 p.m. EDT      | Philadelphia Eagles    | S 13–20            | 3–2                | FedExField              | Fox                | Recap              |
| 7                 | 23 ottobre         | 1:00 p.m. EDT      | at Carolina Panthers   | S 20–33            | 3–3                | Bank of America Stadium | Fox                | Recap              |
| 8                 | 30 ottobre         | 4:05 p.m. EDT      | at Buffalo Bills       | S 0–23             | 3–4                | Rogers Centre (Toronto) | Fox                | Recap              |
| 9                 | 6 novembre         | 1:00 p.m. EST      | San Francisco 49ers    | S 11–19            | 3–5                | FedExField              | Fox                | Recap              |
| 10                | 13 novembre        | 1:00 p.m. EST      | at Miami Dolphins      | S 9–20             | 3–6                | Sun Life Stadium        | Fox                | Recap              |
| 11                | 20 novembre        | 1:00 p.m. EST      | Dallas Cowboys         | S 24–27 (DTS)      | 3–7                | FedExField              | Fox                | Recap              |
| 12                | 27 novembre        | 4:05 p.m. EST      | at Seattle Seahawks    | V 23–17            | 4–7                | CenturyLink Field       | Fox                | Recap              |
| 13                | 4 dicembre         | 1:00 p.m. EST      | New York Jets          | S 19–34            | 4–8                | FedExField              | CBS                | Recap              |
| 14                | 11 dicembre        | 1:00 p.m. EST      | New England Patriots   | S 27–34            | 4–9                | FedExField              | CBS                | Recap              |
| 15                | 18 dicembre        | 1:00 p.m. EST      | at New York Giants     | V 23–10            | 5–9                | MetLife Stadium         | Fox                | Recap              |
| 16                | 24 dicembre        | 1:00 p.m. EST      | Minnesota Vikings      | S 26–33            | 5–10               | FedExField              | Fox                | Recap              |
| 17                | 1 gennaio          | 1:00 p.m. EST      | at Philadelphia Eagles | S 10–34            | 5–11               | Lincoln Financial Field | Fox                | Recap              |

LEGENDA:
     indica che i Redskins furono ospiti dei Bills nelle "Bills Toronto Series".

## Classifiche
| NFC East            |   |    |   |      |     |      |     |     |     |
|                     | V | S  | P | %    | DIV | CONF | PF  | PS  | STR |
| (4) New York Giants | 9 | 7  | 0 | .562 | 3–3 | 5–7  | 394 | 400 | V2  |
| Philadelphia Eagles | 8 | 8  | 0 | .500 | 5–1 | 6–6  | 396 | 328 | V4  |
| Dallas Cowboys      | 8 | 8  | 0 | .500 | 2–4 | 6–6  | 372 | 347 | S2  |
| Washington Redskins | 5 | 11 | 0 | .313 | 2–4 | 5–7  | 288 | 367 | S2  |